# 캘빈 대학교

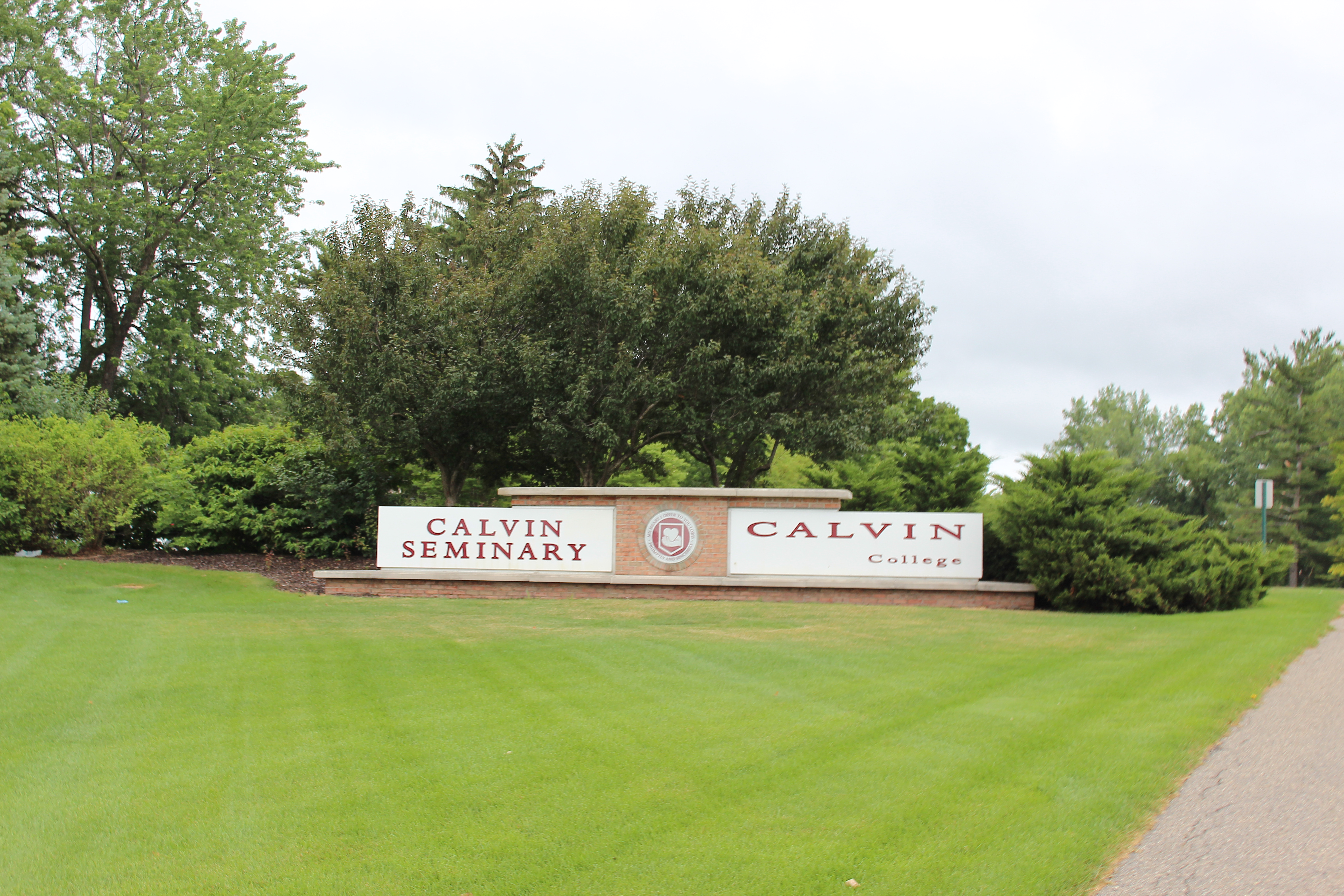
미국 캘빈 칼리지 그랜드 래피즈, 미시간 주

캘빈 대학교(Calvin University)는 미국 미시간주 그랜드래피즈에 위치한 개신교 개혁주의 전통을 따르는 사립 리버럴 아츠 칼리지다. 1876년 미국 네덜란드 이민자들을 중심으로 설립된 캘빈 대학교는 북미 기독교 개혁교회(Christian Reformed Church in North America, CRCNA, CRC)의 교육 기관이다. 교명은 16세기 스위스의 개신교 개혁가인 장 칼뱅 (John Calvin)에서 따온 것으로 본래 캘빈 칼리지(Calvin College)였으나, 이사회의 결정에 따라 2020년을 회기로 캘빈 대학교(Calvin University)로 변경하였다. 이는 4년제 대학으로서 캘빈이 100주년을 맞는 해이기도 하다.
앨빈 플랜팅가와 니콜라스 월터스토프와 같은 유명한 철학자와 코넬리우스 반틸과 리차드 게핀, 하비 콘과 같은 걸출한 신학자들을 많이 배출했다. 특히 캘빈 대학교의 졸업생이자 석좌교수로 재직했던 앨빈 플랜팅가 교수는 종교계의 노벨상이라 불리는 2017년 템플턴상을 수상하였다. 미국 공화당 소속의 정치인이자 트럼프 행정부의 교육부 장관인 벳시 디보스 역시 캘빈 대학교 출신이다.
신학 교육기관으로 캘빈 신학교 (Calvin Theological Seminary)가 있다. 캘빈 대학교 연구소 중 가장 유명한 곳은 헨리미터 센터이다. 전 세계에서 존 캘빈에 대한 자료가 가장 많은 연구소이다. 보관 고서들 가운데 1536년도 캘빈의 기독교 강요 초판이 전시되어 있다.
캘빈 대학교의 학생과 교수의 비율은 11:1이며 교수 및 교직원은 총 326명으로 이중 82%가 박사학위 소지자이며 모두 기독교인이다. 캘빈 대학교는 일리노이주의 휘튼 칼리지와 함께 기독교 대학의 하버드라는 별명을 가지고 있다.
《U.S. 뉴스 & 월드 리포트》 대학순위에서는 미국 중서부지역에서 최우수대학 (1위)로 등재되었다. College Consensus에 따르면 캘빈은 미국 전체 기독교 대학교 중 1등으로 선정되었고, 배런즈 가이드(Barron's Guide)에 따르면 925개 사립 대학에 대한 최근 조사에서 캘빈이 미국 전역에서 박사 학위 취득 예정 학생수에서 15번째로 많은 대학교로 등재되었다. 매년 100명 이상의 학생들이 학부 연구 활동에 참가하여 국제 학술지와 기타 공간에 125건 이상의 논문을 발표하고있다. 캘빈은 지난 5년간 연구 기금으로 3,100만 달러를 확보했으며 학생들은 정기적으로 국제 연구 컨퍼런스에 참가하여 자신의 연구 결과를 발표하고있다. 학부 졸업생의 박사학위 취득비율은 미 전국에서 상위 5%이다.
학부생들은 재학 기간 중 특정 분야를 전공으로 선택하여 학업 하지만 이와 더불어 수학과 자연과학, 인문학과 사회학에 걸쳐 광범위한 학문적 주제를 정하여 모든 수업을 이수해야 한다. 이 프로그램은 The core 라 통칭하며 언어학· 역사학· 문학· 철학 · 미학 등 인문학과 경제학· 사회학· 정치학· 국제관계 등 사회과학, 수학 · 물리학 · 화학 · 생물학 같은 순수과학 분야에 더해 사회적 유대 활동과 예술적 경험을 강화할 수 있게 설계되어 있다. 캘빈 칼리지에는 현재 약 250개가 넘는 동아리, 학생단체 및 동문회가 존재하고 있고 그 중 한인재학생/졸업생으로 구성된 모임은 캘빈한인동문회(CCKAA), 캘빈한인재학생동아리(KSA), 캘빈한인정치외교동문회(CIRKA)가 있다.
2009년부터 매년 학부 졸업생들을 대상으로 수행해 온 설문조사에 따르면 졸업생의 99%이상이 학위 취득후 취업을 하거나 대학원에 진학하고 있다. 간호학, 회계, 전산과학 및 공학에 대한 국가 고시의 성적은 미국 전국 평균을 훨씬 능가하고 있다.

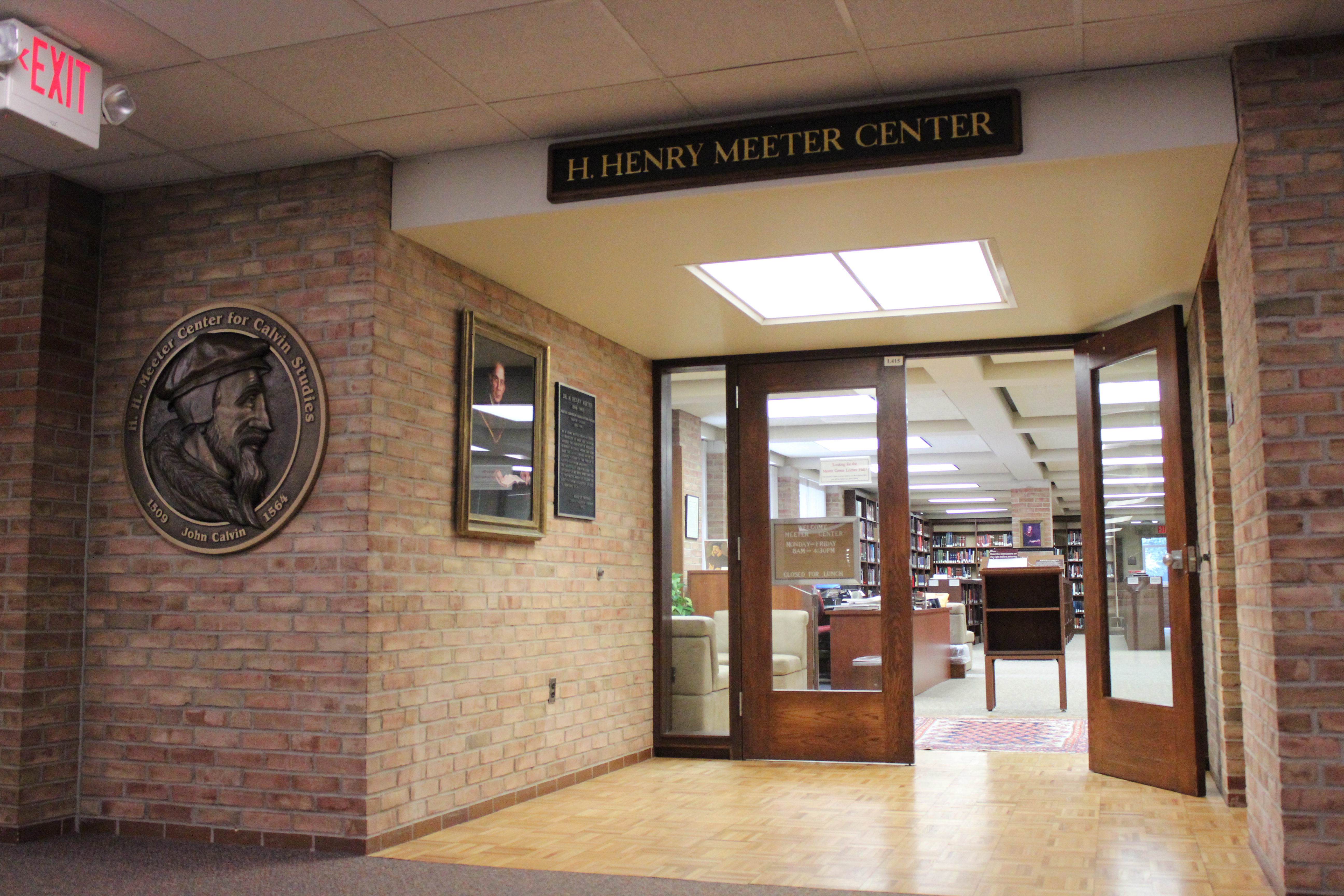
헨리미터 센터 미국 칼빈 칼리지내 칼빈전문연구소

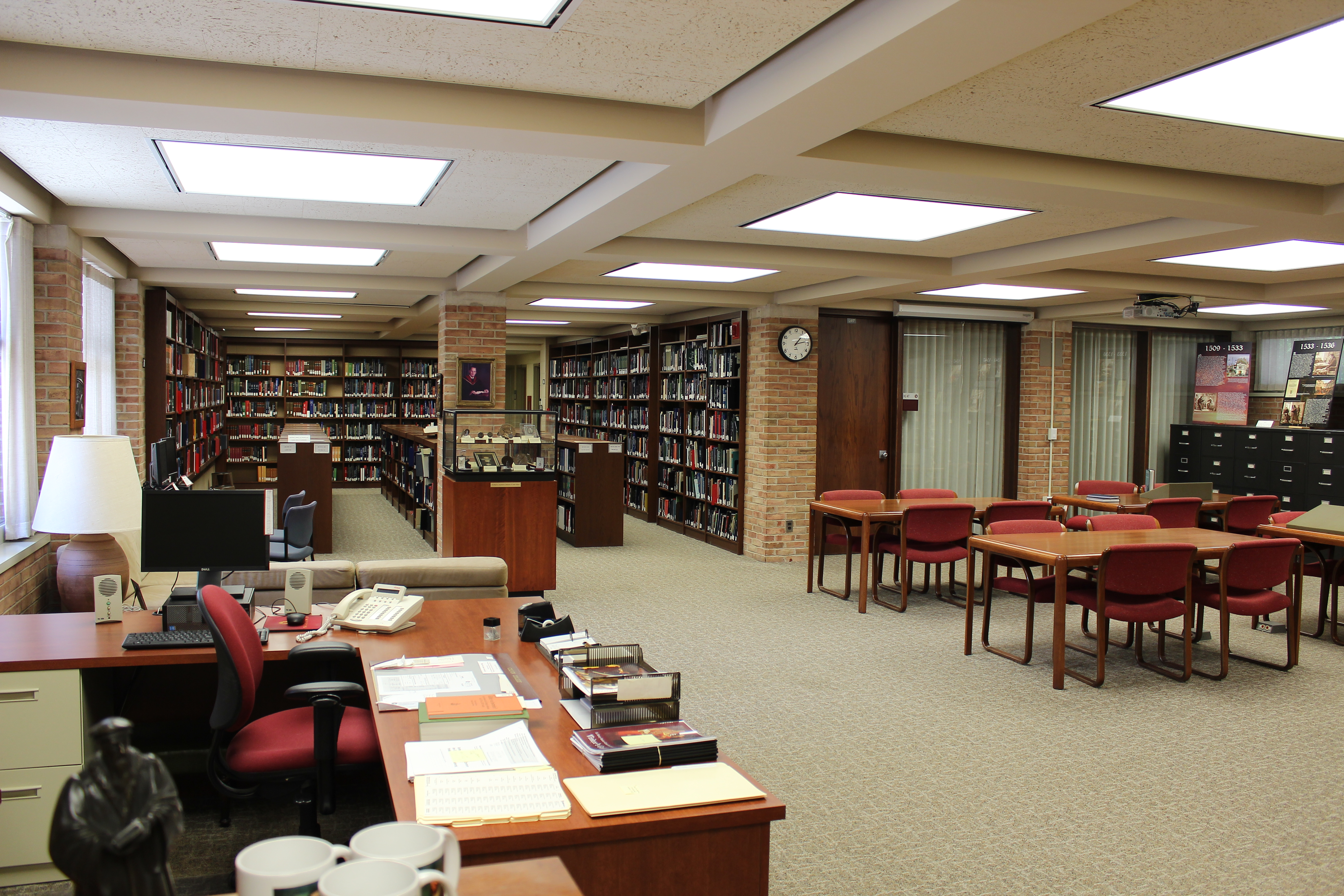
헨리미터 센터 칼빈관련자료가 풍부한 칼빈전문연구소

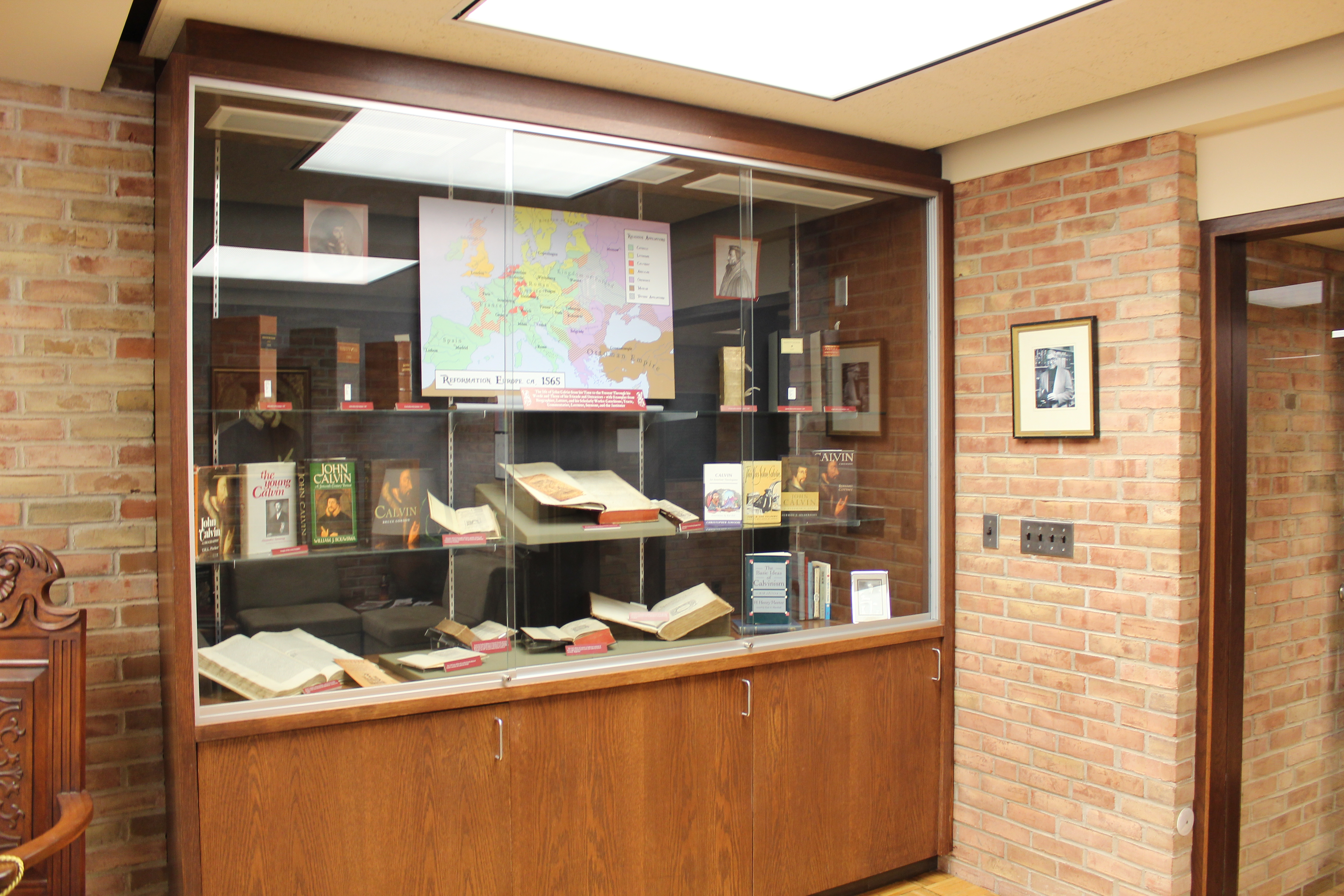
칼빈의 원전이 전시된 헨리미터 센터칼빈전문연구소

## 같이 보기
- 칼빈 신학교
- 헨리미터 센터
- 미국 개혁교회
- 기독교 개혁교회 (북아메리카)

## 동문
- Dave Agema, 1971, Republican National Committeeman
- 베치 디보스, former chair of the Republican party in Michigan and current Secretary of Education[5]
- 리처드 디보스, founder of Amway and Orlando Magic CEO
- William K. Frankena 1930, moral philosopher, Chairman UofM philosophy department, Distinguished Alumnus
- 웨인 하이징아, businessman (attended)
- 빌 하이징아, U.S. Congressman
- Rose Ibiama 2005, member of Academy Award-winning DreamWorks Animation teams[6]
- M.I, Nigerian Musician
- Peter Kreeft, Professor of Philosophy and Theology at Boston College
- 마크 에번 잭슨 1992, actor and comedian
- Todd Martinez 1989, theoretical chemist and professor
- Jeannine Oppewall 1968, Academy Award-nominated production designer
- 앨빈 플랜팅가, prominent (theistic) contemporary philosopher of religion
- Patricia Rozema 1981, filmmaker
- 폴 슈레이더 1968, Academy Award-nominated screenwriter and filmmaker
- Carl Strikwerda, President of Elizabethtown College
- 제이 밴앤덜 Businessman, co-founder of Amway
- John Van Engen 1969, Professor of History and Haskins Medal winner

## 교수
- Lionel Basney, Professor of English, poet, author, critic
- Johannes Broene, 1908-1925 teaching primarily in Philosophy and Education but also classes in History, Civics, Government, Chemistry, and Psychology
- Brian Diemer, 1986–Present, Head Cross Country Coach
- Vern Ehlers, 1966–1982, Professor of Physics, served as U.S. Representative from Grand Rapids
- John E. Hare, 1989–2003, Professor of Philosophy
- 폴 B. 헨리, 1970–1978, Professor of Political Science
- William Harry Jellema, 1920–1936, 1948-1963 founder of Calvin's Philosophy Department
- George Marsden, 1965–1986, 2010–present, Professor of History
- 리차드 마우 1968–1985, Professor of Philosophy
- H. Evan Runner, 1951–1981, Professor of Philosophy
- Gary Schmidt, 1986–present, Professor of English, awarded two Newbery Honor awards for his young-adult fiction
- James K.A. Smith, 2002–present, Professor of Philosophy
- William Spoelhof, 1946–1951, Professor of History and Political Science
- Ralph Stob, 1915–1964, Professor of Classics
- 하워드 J. 밴틸, Emeritus Professor of Physics
- 니콜라스 월터스토프, 1959–1989, Professor of Philosophy
- 앨빈 플랜팅가, 1963–1981, 철학교수